# Rocher des Drus
Rocher des Drus är en ö i Antarktis. Den ligger i havet utanför Östantarktis. Frankrike gör anspråk på området.